# Ducto estriado
Os ductos intercalares continuam-se com os ductos estriados. Os ductos estriados são revestidos por células cilíndricas que apresentam seus núcleos centralmente localizados e citoplasma intensamente eosinófilo, o que torna os ductos estriados reconhecível em cortes corados por H&E. Os ductos estriados recebem a denominação devido à proeminente estriação basal, aspecto mais característico de tais células.
Essas estriações são observadas pela microscopia eletrônica como profundas indentações na porção basal da membrana plasmática da célula. Elas também se estendem para as bordas laterias por meio de uma série de prologamentos, os quais possuem extensões secundárias complexas. Os prologamentos  laterais interdigitam-se de forma altamente complexa com as células adjacentes e, ao mesmo tempo, fornecem um grande aumento de área de superfície à membrana plasmática basal. Muitas mitocôndrias alongadas são dispostas no citoplasma entre as pregas e em relação ao longo eixo delas. Em torno do núcleo, há uma pequena quantidade de retículo endoplasmático rugoso e complexo de golgi. Em geral, o citoplasma apical contém algumas vesículas esparsas, retículo endoplasmático liso, ribossomos livres e lisossomos. A superfície luminal da célula estriada é caracterizada por pequenos e espessos microvilos, e, novamente, as células adjacentes são unidas por complexos juncionais e desmossomos. Ocasionalmente, estão também presentes algumas células escuras que contêm numerosas mitocôndrias e pequenas células basais dispersas. Os ductos estriados são sempre circundados por grandes números de pequenos vasos sangüíneos orientados longitudinalmente.
À medida que atravessa o ducto estriado, o líquido modifica-se, em geral para o um estado hipotônico. O extenso pregueamento da membrana plasmática basal, associado às mitocôndrias alongadas, parece refletir a capacidade de bombeamento de sódio da célula nesse local. Assim, o sódio extraído da célula passa par o líquido tecidual e estabiliza o gradiente de concentração entre a célula e o líquido tecidual e estabiliza o gradiente de concentração entre a célula e o líquido luminal .ao mesmo tempo que ocorre o transporte ativo de potássio na direção oposta. Íons bicarbonato são também ativamente secretados. Em condições normais de fluxo, as células do ducto estriado não absorvem água e, por, isso, essas trocas iônicas resultam na formação de uma solução hipotônica.